# Безорудько Віктор Григорович
Ві́́ктор Григо́рович Безору́дько (*15 лютого 1913, село Хомутець (нині Миргородський район Полтавської області) — 10 липня 1985, Лубни), український письменник (псевдонім Віктор Толстоєвський). З 1958 року — член спілки письменників УРСР.

## Життєпис
Народився в робітничій сім'ї, з 1923 року родина проживала в Лубнах, там Безорудько закінчив «семирічку», працював у «літейці» заводу «Комсомолець». У 1929—1931 роках навчався в Харківському поліграфічному інституті.
Жив у Лубнах, з 1933 по 1957 рік працював у районній газеті «Червона Лубенщина».
1955 року його оповідання надруковане в обласній газеті «Зоря Полтавщини».
У 1956 році його твори вже друкують «Перець» та «Крокодил».
Автор гумористичних оповідань:
- «Онопрій Мінімум» (1957) — перша збірка, гуморесок,
- «Феномен» (1959),
- «Гуморески» (1961),
- «Перше побачення» — кіноповість (1962),
- «Солом'яний капелюх» (1964),
- «Рятуйся, хто може!» (1964),
- «Три мушкетери з Сухих Млинців» (1965),
- сатирично-фантастичного роману «Нейтрино залишається в серці» (1968),
- «Привид Чорного острова» (1975),
- повісті «Ти мене любиш, Яшо?» (1972),
- «Покажіть Тимошеві Венеру» (1983).

Співавтор сценарію (разом з Петром Лубенським) художнього фільму «Перший парубок» — 1958 року відзнятий. За даними радянського кінопрокату, фільм переглянуло 19.8 млн глядачів.
Його твори перекладалися на білоруську, болгарську, литовську, російську, сербську та хорватську мови.
У журналі «Перець» № 3 за 1983 р. розміщено дружній шарж А. Арутюнянца, присвячений 70-річчю письменника.

## Витоки
- Прес-центр
- Бібліотека
- Миргородська бібліотека [Архівовано 13 грудня 2013 у Wayback Machine.]